# Kummerowia stipulacea
Kummerowia stipulacea är en ärtväxtart som först beskrevs av Carl Maximowicz, och fick sitt nu gällande namn av Tomitaro Makino. Kummerowia stipulacea ingår i släktet Kummerowia och familjen ärtväxter. Inga underarter finns listade i Catalogue of Life.

## Bildgalleri

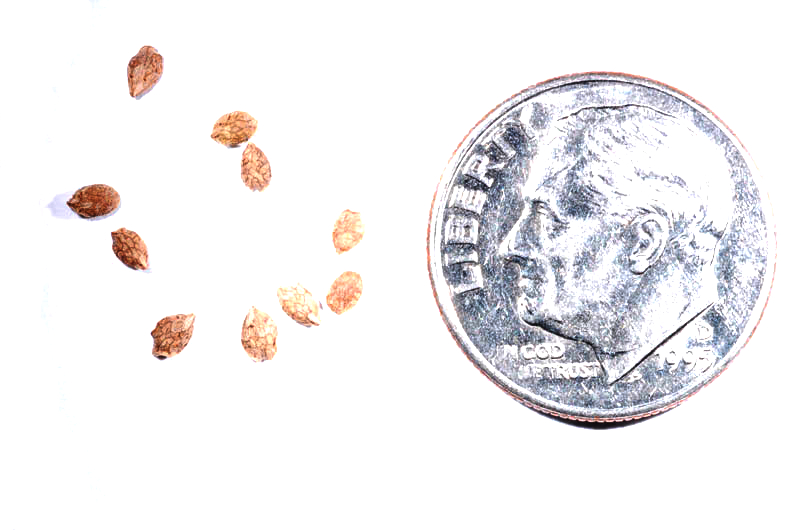